# Lubuk Nagodang
Lubuk Nagodang is een bestuurslaag in het regentschap Kerinci van de provincie Jambi, Indonesië. Lubuk Nagodang telt 766 inwoners (volkstelling 2010).